# Comitês Populares (Iêmen)
Comitês Populares são grupos armados estabelecidos no Iêmen, compostos por membros de várias tribos iemenitas, com a finalidade de auxiliar o exército iemenita durante a Revolução Iemenita e a posterior Guerra Civil Iemenita.  Foi estabelecido pela primeira vez em 2010 na província de Shabwa. Durante os primeiros dias da Revolução Iemenita em 2011, comitês também foram criados na província de Abyan para apoiar o exército em face aos militantes da Al-Qaeda na Península Arábica no sul do Iêmen.  Em 2015, durante a Guerra Civil Iemenita, Comitês Populares são formados em algumas províncias do Iêmen onde estão ocorrendo o conflito armado. 